# Pseudorhaphitoma brionae
Pseudorhaphitoma brionae is een slakkensoort uit de familie van de Mangeliidae. De wetenschappelijke naam van de soort is voor het eerst geldig gepubliceerd in 1888 door Sowerby III.